# György Kovásznai
György Kovásznai (Budapest, 15 maggio 1934 – Budapest, 28 giugno 1983) è stato un pittore e regista ungherese.

## Biografia
György Kovásznai frequentò in gioventù l'accademia di belle artì di Budapest, ma all'età di vent'anni interruppe gli studi e andò a lavorare come minatore per un anno e mezzo, influenzato dall'ideologia marxista. Riprese poi gli studi nel 1956, ma si ritirò nuovamente prima di conseguire il diploma.
Negli anni successivi collaborò alla rivista artistica ungherese Nagyvilag, pubblicando delle sue recensioni critiche e facendo conoscere le proprie opere pittoriche. A partire dal 1961 iniziò a lavorare al Pannonia Film Studio, il principale produttore ungherese d'animazione, ricoprendo i ruoli di sceneggiatore e regista. In tutto realizzò circa venticinque cortometraggi e un lungometraggio, Habfürdő ("Bagnoschiuma").  Sebbene questi lavori siano alla base della sua notorietà all'estero, essi all'epoca ebbero una distribuzione limitatissima nei cinema e in televisione, come del resto non riuscì mai a esporre pubblicamente i suoi dipinti; una retrospettiva gli fu dedicata solo nel 2010 dalla Galleria nazionale ungherese.
Morì nel 1983 di una leucemia che gli era stata diagnosticata tre anni prima, ma che non aveva curato adeguatamente perché desiderava dedicare tutto il tempo che gli rimaneva alle attività artistiche.

## Filmografia

### Cortometraggi
- Monológ (1963)
- Gitáros fiú a régi képtárban (1964)
- Átváltozások (1964)
- Tükörképek (1965)
- Mesék a művészet világából (1965)
- A fény öröme (1965)
- A Napló (1966)
- A gondolat (1966)
- Reggeltől estig (1967)
- Hamlet (1967)
- Ballada (1968)
- Egy festő naplója (1968)
- Várakozni jó (1969)
- Glória Mundi (Bélai Istvánnal) (1969)
- Házasodik a tücsök (1969)
- Hullámhosszok (1970)
- Fény és árnyék (1970)
- Város a szememen át (1971)
- Rügyfakadás No. 3369 (1971)
- Kalendárium (1972)
- Körúti Esték (1972)
- Ça Ira (1973)
- A 74-es nyár emléke (1974)
- Ez volt a divat, tévésorozat (1976)
- Riportré (1982)

### Lungometraggio
- Habfürdő (Bubble Bath/Foam Bath) (1979)